# گارنیک آوالیان
گارنیک آرمناکی آوالیان (ارمنی: Գառնիկ Արմենակի Ավալյան؛ زادهٔ ۶ سپتامبر ۱۹۶۲) یک بازیکن فوتبال در پست مهاجم اهل ارمنستان است.

## باشگاهی
از باشگاه‌هایی که در آن بازی کرده‌است می‌توان به ایسکرا اسمولنسک، تورپیدو ریازان، کریلیا سووتوف سامارا، شینیک یاروسلاول، اورالان الیستا و وولگار-گازپروم آستراخان اشاره کرد.

## تیم ملی
وی همچنین در تیم ملی فوتبال تیم ملی فوتبال ارمنستان بازی کرده‌است. آوالیان نخستین بازی ملی خود را در QW-16 در تاریخ ۷ مه ۱۹۹۷ در کی‌یف در مقابل اوکراین انجام داده‌است.

## گل‌های ملی
| # | تاریخ          | ورزشگاه  | حریف   | گل زده | نتیجه | حریف     |
| - | -------------- | -------- | ------ | ------ | ----- | -------- |
| ۱ | ۶ سپتامبر ۱۹۹۷ | ارمنستان | آلبانی | ۳-۰    | برد   | ۱۹۹۸ WCQ |
| ۲ | ۵ سپتامبر ۱۹۹۸ | ارمنستان | آندورا | ۳-۱    | برد   | ۲۰۰۰     |